# Liptena mwagensis
Liptena mwagensis är en fjärilsart som beskrevs av Abel Dufrane 1953. Liptena mwagensis ingår i släktet Liptena och familjen juvelvingar. Inga underarter finns listade i Catalogue of Life.